# Joseph de Hemptinne
Pour les autres membres de la famille, voir Famille de Hemptinne.
Joseph de Hemptinne (Gand, 28 juillet 1822 – Gand, 25 janvier 1909) est un industriel belge. Il est le fils de Félix-Joseph De Hemptinne qui par son mariage avec Henriette Lousbergs, était entré dans le milieu des grands industriels gantois de l'industrie du coton.
Antilibéral et antiparlementariste, soutenu par Pie IX, c'est une des figures de proue de l'ultramontanisme belge de son époque.

## Sa vie
Antilibéral, antiparlementariste et ultramontain, il joue un rôle important au sein des Œuvres Pontificales qui mobilisaient les catholiques pour la défense du pape et de l’Église. En Flandre, il est le promoteur de la Société de Saint-Vincent-de-Paul et de nombreuses œuvres sociales et charitables.
Il contribue également à la croissance d'une presse catholique militante virulente, tant en province (Le Bien public - 1853) que dans la capitale (Le Courrier de Bruxelles - 1861), Le Catholique - 1865).
L'influence qu'exerce de Hemptinne sur les milieux ultramontains belges vient de l'appui ouvert et direct que lui manifeste le pape Pie IX. En mars 1871, il fonde — contre l'avis de l'épiscopat belge — , l'Archiconfrérie de Saint-Pierre, une sorte de « communauté religieuse de laïcs » ultramontaine radicale qui sera connue ensuite sous le nom des Croisés de Saint-Pierre, du nom de l’hebdomadaire catholique radical La Croix  lancé par de Hemptinne en février 1874 et qui, bien que condamné par l'épiscopat belge, paraît durant quatre ans. L'objectif de cette association est de mener une « guerre sainte » pour l'indépendance de l'État pontifical et pour la « rechristianisation de la Belgique ». En 1873, le pape le fait comte romain.
En 1874, de Hemptinne s'oppose aux élections parlementaires dans un radicalisme qui engendre un schisme dans son mouvement dont les « modérés », avec l'appui des évêques, créent la Confrérie Saint-Michel, sous la houlette de Charles Périn.
Il est le père de Hildebrand de Hemptinne, né Félix de Hemptinne, moine bénédictin, abbé de Maredsous et premier abbé-primat de la confédération bénédictine voulue par Léon XIII.